# Henry Carr
Henry Carr (Estados Unidos, 27 de noviembre de 1941-29 de mayo de 2015) fue un atleta estadounidense, especializado en la prueba de 200 m en la que llegó a ser campeón olímpico en 1964.

## Carrera deportiva
En los JJ. OO. de Tokio 1964 ganó la medalla de oro en los 200 metros, con un tiempo de 20.3 segundos, por delante de su compatriota Paul Drayton y del trinitense Edwin Roberts; y también ganó el oro en los relevos de 4x400 metros, con un tiempo de 3:00.7 segundos que fue récord del mundo, llegando a meta por delante de Reino Unido (plata) y Trinidad y Tobago (bronce), siendo sus compañeros de equipo: Mike Larrabee, Ulis Williams y Ollan Cassell.